# 米德爾堡 (馬里蘭州卡洛爾縣)
米德爾堡（英語：Middleburg）是位於美國馬里蘭州卡洛爾縣的一個非建制地區。

## 地理
米德爾堡所處的海拔為高於海平面153米（即502英呎），而該地所採用的時區為UTC-5，即北美东部時區（EST）。同時該地設有夏令時間，為UTC-5調快一小時，即UTC-4（EDT）。